# Laodamia bibasella
Laodamia bibasella is een vlinder uit de familie snuitmotten (Pyralidae). De wetenschappelijke naam van deze soort is voor het eerst geldig gepubliceerd in 1927 door de Joannis.
De soort komt voor in tropisch Afrika.